# Vladimir Sokoloff
Vladimir Sokoloff, cuyo nombre completo era Vladimir Aleksandrovitch Sokoloff (ruso: Владимир Александрович Соколов) (Moscú, 26 de diciembre de 1889 - Hollywood, California, 15 de febrero de 1962) fue un actor ruso que desarrolló su carrera en Hollywood.

## Biografía
La carrera de Sokoloff está ligada a riesgos geopolíticos.
Empezó su carrera en Rusia antes de la guerra, donde estudió con Constantin Stanislavski. Luego trabajó en el Teatro Kamerny y el Teatro de Arte de Moscú. Se casó con la bailarina y coreógrafa Elizabeth Aleksanderoff, también conocida como Liza Sokoloff, en 1922. Debido a la revolución y la llegada del bolchevismo, tuvieron que emigrar en 1923.
Después de mudarse a Berlín a pedido de Max Reinhardt, inició la producción de varias películas en ese lugar, incluyendo dos dirigidas por G. W. Pabst: La ópera de los tres centavos y Atlantis, a principios de los años treinta.
En 1932, optó por mudarse a París para escapar del auge del nazismo. Después, desempeñó el cargo de profesor en la École de l'Atelier de Charles Dullin, donde dirigió y actuó en varias de sus producciones más destacadas, como Les Oiseaux de Aristófanes en 1928, Le Médecin de son Honneur de Calderón en 1932, Ricardo III de Shakespeare en 1934, Le Faiseur de Balzac en 1935, etc.
En 1937, ante las amenazas de guerra en Europa, emigró a Estados Unidos.
Por lo tanto, Sokoloff hizo su aparición en dos películas: la alemana de Robert Siodmak Adieux (Abschied, 1930), antes de que Siodmak emigre a Estados Unidos a través de París, y la francesa de Jean Renoir Les Bas-fonds (1936). Dos de los papeles más destacados que interpretó en películas estadounidenses son el del guía Anselmo en Por quién doblan las campanas (1943), producida por Sam Wood, y el del anciano del pueblo en Los siete magníficos (1960), producida por John Sturges. 
Comenzando en 1926 al final de la era muda y terminando en 1962, su carrera cinematográfica refleja la gran tradición del papel secundario, tal como se entendía en el cine francés de los años treinta y cuarenta. 
Sokoloff también participó en series de televisión estadounidense como The Twilight Zone y The Untouchables entre 1956 y 1962.
Entre 1927 y 1950, participó en siete representaciones teatrales en Broadway y en el Atelier de París.
Al final de su vida, también fue profesor de teatro en la Escuela Max Reinhardt de Hollywood. Falleció en Hollywood en 1862, 1 los 72 años, y fue enterrado en el Hollywood Forever Cemetery 

## Filmografía parcial

### En cine
- 1929: Bailarina de la cuerda de Karl Grune
- 1930: Amado por los dioses de Hanns Schwarz
- 1930: Adiós (Abschied) de Robert Siodmak
- 1931: Die heilige Flamme de Berthold Viertel y William Dieterle
- 1931: Kismet de William Dieterle
- 1931: La ópera de los tres centavos (Die Dreigroschenoper) de Georg Wilhelm Pabst
- 1932: Atlantis de Georg Wilhelm Pabst
- 1933: En las calles de Victor Trivas
- 1933: De arriba abajo de Georg Wilhelm Pabst
- 1934: Fürst Woronzeff de Arthur Robison
- 1934: Lac aux dames de Marc Allégret: Barón Dobbersberg
- 1935: Napoléon de Abel Gance (versión revisada en 1934, estrenada en 1935, Vladimir Sokoloff no aparece en la versión original de 1927)
- 1936: Mayerling de Anatole Litvak
- 1936: Sous les yeux d'Occident, de Marc Allégret: el vicerrector
- 1936: Los bajos fondos (Les Bas-fonds) de Jean Renoir
- 1936: Mister Flow de Robert Siodmak
- 1937: Al este de Shanghái, de John Farrow
- 1937: La isla de Alcatraz, de William C. McGann
- 1937: La vida de Emile Zola, de William Dieterle
- 1937: Marie Walewska (Conquista), de Clarence Brown
- 1938: Arsène Lupin regresa, de George Fitzmaurice
- 1938: El asombroso Dr. Clitterhouse de Anatole Litvak
- 1938: Spown of the North de Henry Hathaway
- 1938: Cabalga una milla torcida de Alfred E. Green
- 1939: Juárez de William Dieterle
- 1939: Hijos de la libertad (cortometraje) de Michael Curtiz (sin acreditar)
- 1939: La  jungla en armas de Henry Hathaway
- 1940: Camarada X de King Vidor
- 1942: Cruce de caminos de Jack Conway (sin acreditar)
- 1942: Camino a Marruecos de David Butler
- 1943: Por quién doblan las campanas de Sam Wood
- 1943: Misión en Moscú de Michael Curtiz
- 1944: Pasaje a Marsella de Michael Curtiz
- 1944: Los conspiradores de Jean Negulesco
- 1944: Âmes russes (Canciones rusas) de Gregory Ratoff y László Benedek
- 1945: Perversidad de Fritz Lang
- 1945: Regreso a Bataan de Edward Dmytryk
- 1945: París subterráneo de Gregory Ratoff
- 1945: Escándalo en la corte de Ernst Lubitsch y Otto Preminger
- 1946: Escándalo en París (A Scandal in Paris) de Douglas Sirk
- 1946: Clandestino y caballero (Cloak and Dagger) de Fritz Lang
- 1946: Dos listos de Jules Dassin
- 1950: El barón de Arizona (The Baron of Arizona) de Samuel Fuller
- 1952: El paraíso de los chicos malos (Macao) de Josef von Sternberg
- 1956: Mientras Nueva York duerme de Fritz Lang
- 1957: Estambul de Joseph Pevney
- 1958: Crepúsculo para los dioses de Joseph Pevney
- 1960: Cimarrón de Anthony Mann
- 1960: Los siete magníficos de John Sturges
- 1960: Más allá de la barrera del tiempo de Edgar George Ulmer
- 1961: Mr. Sardonicus de William Castle
- 1962: Taras Bulba de J. Lee Thompson

### En televisión (serie)
- 1958 : Alfred Hitchcock Presents, Saison 3, Episode 22 Le retour du héros
- 1959 : Peter Gunn, Saison 2, Episode 3 Knife's Edge de Boris Sagal
- 1959 : Johnny Staccato, Saison 1, Episode 5 Nuit d'angoisse ( The Nature of the Night ) de Boris Sagal
- 1960 - 1961 : Première série The Untouchables , Saison 2, épisode 11 Gangster Daughter ( The Tommy Karpeles Story, 1960 ) de Stuart Rosenberg ; Saison 3, épisode 1 The Troubleshooter, 1961 de Stuart Rosenberg
- 1961 : The Riffleman , Saison 4, épisode 1 The Cowboys de Joseph H. Luis
- 1961 : The Wagon Train , saison 4, épisode 38 The Story of Don Alvaro de David Butler
- 1961 : Checkmate, saison 2, épisode 6 Le corps de Juan Moreno de Tom Gries
- 1961 - 1962 : Série La Quatrième Dimension (The Twilight Zone), saison 2, épisode 12 Poussière ( Dust, 1961) de Douglas Heyes ; Saison 3, épisode 6 The Mirror , 1961 de Don Medford et épisode 32 The Gift, 1962 d'Allen H. Socavar

## Teatro (selección)
Obras representadas en Broadway, a menos que se indique lo contrario
- 1927 : Jederman de Hugo von Hofmannsthal, produit par Max Reinhardt et Gilbert Miller
- 1927 - 1928 : La mort de Danton (titre original : Dantons Tod) de Georg Büchner
- 1928 : Périphérie de (et réalisé par) Max Reinhardt
- 1934 : Tessa, la nymphe au coeur fidèle de Jean Giraudoux, adaptation du roman du même nom de Margaret Kennedy et Basil Dean, avec Louis Jouvet (également metteur en scène), Madeleine Ozeray, Pierre Renoir ( Théâtre de l'Athénée, París)
- 1938 : La Mort de Danton de Georg Büchner, reprise produite par Orson Welles et John Houseman, mise en scène par Orson Welles, avec Edgar Barrier, John Berry, Joseph Cotten, Ruth Ford, Arlene Francis, Martin Gabel, Erskine Sanford, Orson Welles.
- 1942 : Les Fleurs de la vertu de (et réalisé par) Marc Connelly, avec Isobel Elsom, Frank Craven, Thomas Gomez
- 1947 - 1948 : Crime et Châtiment, d'après le roman du même nom de Fiodor Dostoïevski, adapté par Rodney Ackland, avec John Gielgud, Lillian Gish et Alexander Scourby.
- 1949 - 1950 : La Folle de Chaillot de Jean Giraudoux, adapté par Maurice Valency, avec John Carradine.